# Long-Term Capital Management
Long-Term Capital Management (LTCM) war ein 1994 von John Meriwether (früherer Vize-Chef und Leiter des Rentenhandels bei Salomon Brothers) gegründeter Hedgefonds. Unter den Direktoren waren auch Myron S. Scholes und Robert C. Merton, denen 1997 der Alfred-Nobel-Gedächtnispreis für Wirtschaftswissenschaften verliehen wurde. Die Schieflage des Fonds 1998 bedrohte das internationale Finanzsystem; eine Finanzkrise konnte durch eine Rettungsaktion abgewendet werden, und der Fonds wurde bis 2000 endgültig aufgelöst.

## Geschichte
LTCM wurde 1994 gegründet.

### Erfolgsjahre (1994–1998)
Auf ihrem Höhepunkt Anfang 1998 verfügte LTCM über Eigenkapital von 7,3 Milliarden USD, nachdem Ende 1997 2,7 Milliarden USD an die Anleger als Rendite zurückgezahlt wurden. Die minimale Anleger-Investition betrug zehn Millionen USD mit einer Mindestlaufzeit von drei Jahren, praktisch ohne eine Möglichkeit, Informationen über die Art der Geschäfte des Fonds zu bekommen. Aufgrund des hohen Anlagekapitals durch 80 Investoren wurden 1995 keine neuen Investoren mehr aufgenommen. LTCM finanzierte seine Investments fast ausschließlich über Fremdkapital und musste dafür geringe Sicherheiten hinterlegen. Strategisch wurde in Fixed-Income Arbitrage spekuliert. In Erwartung der sich nähernden Europäischen Währungsunion wurde etwa die Herausbildung eines einheitlichen Zinssatzes im Euroraum erwartet. Dies bedeutete, dass die Kurse von festverzinslichen Wertpapieren wie z. B. italienischen Staatsanleihen, die noch traditionell hohe Zinssätze hatten, eher steigen mussten, während die Kurse deutscher Bundesanleihen, mit traditionell eher niedrigen Zinssätzen, im Vergleich dazu eher sinken mussten. Also wurde in italienische Festverzinsliche investiert bei gleichzeitigem Leerverkauf von deutschen Festverzinslichen.
Die LTCM hatte Anfang 1998 rund 4 Mrd. USD Eigenkapital, während ein Portfolio für 125 Mrd. USD als Leerverkauf dem gegenüberstand. Die Wertpapiere waren Sicherheiten, um noch mehr Fremdkapital zu leihen, damit für Derivate, die auf dem Wert des britischen Pfunds basierten, Obligations- und Optionsgeschäfte eingegangen werden konnten. Die Wertpapiere umfassten russische und amerikanische Schatzbriefe sowie dänische Grundstückshypotheken. Die Derivate erreichten am Ende einen Wert von 1,25 Billionen USD (in heutiger Kaufkraft 2,41 Billionen USD).

### Krise und Auflösung (1998–2000)
Zur Krise kam es durch starke Turbulenzen auf den Finanzmärkten durch die offene Wirtschaft und die Währungskrise in Russland 1998. Große Fonds und Portfolios wurden aufgrund der Russlandkrise verstärkt in als sicherer geltende US-Staatspapiere umgeschichtet, so dass der Spread zwischen Swapzins und den Treasury Bonds stark stieg. In Europa insbesondere wurde verstärkt wieder in sichere deutsche Festverzinsliche investiert und gleichzeitig wurden etwa italienische Festverzinsliche, denen jetzt stärker misstraut wurde, verkauft – genau umgekehrt, als von der kommenden Einführung der EU-Währungsunion zu erwarten gewesen wäre.
Da LTCM auf eine Verringerung dieser Spreads spekuliert hatte, kam es zu massiven Verlusten. Gleichzeitig wussten inzwischen viele Marktteilnehmer von LTCMs Positionen und Problemen. Im Wissen, dass LTCM früher oder später seine Positionen glatt stellen musste, trieben viele Marktteilnehmer den Spread immer weiter auseinander. Im August 1998 verringerte sich das Eigenkapital auf 2,1 Milliarden USD und LTCM veräußerten in der Folge einen Großteil der Anlagen zu Schleuderpreisen. Über Kreditmechanismen wirkte die Hebelwirkung so stark in die Verlustrechnung, dass eine Kettenreaktion auf die internationalen Finanzmärkte befürchtet wurde, da aufgrund des Rückganges des Kapitals im August dem Eigenkapital von 2,1 Milliarden USD ein Nennwert von 1,25 Billionen USD gegenüberstand.
Da nicht genug Eigenkapital zum Ausgleich vorhanden war und LTCM eine Zahlungsunfähigkeit bevorstand, war ein Zusammenbrechen des US-amerikanischen und internationalen Finanzsystems zu befürchten. Deshalb wurde eine Rettungsoperation eingeleitet:
1. US-Notenbankchef Alan Greenspan musste die Leitzinsen senken.
2. Es wurde entschieden, dass LTCM frisches Kapital von jeweils etwa 300 Millionen Dollar (insgesamt 3,75 Milliarden USD) von den neuen Investoren bekommen und dass diese LTCM zu 90 % mit einer neuen Geschäftsleitung übernehmen sollten.

Unter den Akteuren bei dem Treffen zur Rettung LTCM in der New Yorker Zentralbank am 23. September 1998 waren:
- William J. McDonough, Präsident der New Yorker Federal Reserve System (Fed)
- Sanford I. Weill, der Vorsitzende der Travelers Group
- Jon Corzine, der Hauptteilhaber von Goldman Sachs
- David Komansky, der Vorsitzende von Merrill Lynch
- der Vorsitzende der Chase Manhattan Bank
- der Vorsitzende der Bankers Trust Co.
- der Vorsitzende von Smith Barney
- der Vorsitzende von Bear Stearns
- der Vorsitzende von Lehman Brothers
- der Vorsitzende von Morgan Stanley
- der Vorsitzende der Douglas A. Warner
- der Vorsitzende von JPMorgan
- der Vorsitzende der Deutschen Bank
- der Vorsitzende der Dresdner Bank.

Diese Rettungsaktion war damals einzigartig und blieb es bis zur Finanzkrise ab 2007.
Der Fonds LTCM wurde im Jahr 2000 endgültig aufgelöst.

### Nach der Auflösung
Robert Merton arbeitet heute als Professor an der Harvard Business School. Myron S. Scholes leitet unter dem Namen Platinum Grove Asset Management wieder einen Hedge-Fonds mit einem verwalteten Vermögen von rund fünf Milliarden US-Dollar. John Meriwether leitete seit unmittelbar nach der Auflösung von LTCM unter dem Namen JWM Partners bis 2009 einen neuen Hedge-Fonds. Dieser investierte nach der gleichen Methode wie damals LTCM, indem mit Hilfe von hohen Krediten auf den Rückgang anomaler Preisdifferenzen auf den Finanzmärkten spekuliert wurde. JWM Partners LLC  erlitt jedoch mit seinem Relative Value Opportunity II Fund einen Verlust von 44 % von September 2007 bis Februar 2009. JWM Hedge Fund und JWM Partners LLC wurden im Juli 2009 geschlossen.